# مايا (جزيرة)
مايا كاريماتا (أو تسمى أيضا جزيرة مايا أو ماجا) هي جزيرة في مقاطعة كالمنتان الغربية في إندونيسيا. مساحتها 992،1 كم2. وهي جزء من أرخبيل بورنيو، أعلى ارتفاع للجزيرة هو 509 متر. وطول الشاطئ هو 140.5 كم.

## أصل التسمية
ويقصد بكلمة (مايا) باللغة الإندونيسية بال(وهم). وهي غير جزيرة كاريماتا المعروفة.